# Ghosts Again
«Ghosts Again» (en español, Fantasmas otra vez) es el quincuagésimo sexto disco sencillo del grupo inglés de música electrónica Depeche Mode, el primero y como adelanto de su álbum Memento Mori, dado a conocer en febrero de 2023 solo mediante plataformas digitales.
Fue el primer tema de DM publicado como sencillo que se acreditó coescrito por Martin Gore y un músico no miembro, Richard Butler de The Psychedelic Furs. Fue además, el primer sencillo de DM como dueto en toda su trayectoria tras el fallecimiento de Andrew Fletcher en 2022.

## Descripción
Es un tema meloso, dulce en su planteamiento. La primera colaboración en años de Martin Gore con un músico externo resulta en un tema comprometido con un sonido más electroacústico, con una notación llevada a cabo básicamente solo en dos tempos, y medio tempo, estrofas y un coro, brilla en su sencillez.
La colaboración se debió simplemente a que Gore así lo deseaba, así como Richard Butler. La canción discurre entre la tristeza, la melancolía y un cierto sentido de diversión, sobre la vida, la fragilidad de ésta y la posibilidad de algo después de la misma, que puede convertir a todos en fantasmas otra vez, quizás otra dedicatoria a su amigo Andrew Fletcher, quien murió antes de la grabación del disco, convirtiéndolo en el primer sencillo del DM dueto.

## Formatos

### Digital
| Columbia Ghosts Again |                |          |  |
| N.º                   | Título         | Duración |  |
| 1.                    | «Ghosts Again» | 3:58     |  |

Este fue publicado en formato de 7 pulgadas con el lado B en blanco, solo con un grabado, en ediciones promocionales de la revista alemana Musikexpress.

| Columbia Ghosts Again [Remixes] |                                                     |          |  |
| N.º                             | Título                                              | Duración |  |
| 1.                              | «Ghosts Again» (Massano Remix)                      | 6:42     |  |
| 2.                              | «Ghosts Again» (Chris Liebing vs Luke Slater Remix) | 8:06     |  |
| 3.                              | «Ghosts Again» (Miss Grit Remix)                    | 3:51     |  |
| 4.                              | «Ghosts Again» (Rivale Consoles Remix)              | 3:46     |  |
| 5.                              | «Ghosts Again» (Matthew Herbert's Feeling Remix)    | 7:50     |  |
| 6.                              | «Ghosts Again» (Davide Rossi Strings Remix)         | 4:00     |  |
| 7.                              | «Ghosts Again» (Bergsonist's Shadow Mix)            | 4:08     |  |
| 8.                              | «Ghosts Again» (Nik Colk Void Remix)                | 4:35     |  |

Esta edición, como digital que es, es global; para todo el mundo.

### En disco de vinilo
7 pulgadas Columbia   Ghosts Again
| Lado A |                |          |  |
| N.º    | Título         | Duración |  |
| 1.     | «Ghosts Again» | 3:58     |  |

| Lado B |                           |          |  |
| N.º    | Título                    | Duración |  |
| 1.     | «Never Let Me Down Again» | 4:20     |  |

Ediciones promocionales exclusivas de la revista Rolling Stone en Alemania y Francia.
12 pulgadas Columbia  Ghosts Again Remixes
| Lado A |                                |          |  |
| N.º    | Título                         | Duración |  |
| 1.     | «Ghosts Again» (Massano Remix) |          |  |

| Lado AA |                                                     |          |  |
| N.º     | Título                                              | Duración |  |
| 1.      | «Ghosts Again» (Chris Liebing vs Luke Slater Remix) |          |  |

## Vídeo promocional
El vídeo de "Ghosts Again", en blanco y negro, fue dirigido por el diseñador visual de DM desde 1986, Anton Corbijn, y está abiertamente basado en la película clásica sueca de 1957 de Ingmar Bergman, El séptimo sello, en el cual Martin Gore y David Gahan aparecen vestidos ambos de una forma que evoca a la muerte mientras caminan por una ciudad, llegan a una azotea y juegan un ajedrez, intercalado con otras imágenes en donde se encuentran en un cementerio, a propósito del tema de la muerte que es el concepto y el propio título del álbum Memento Mori.

## En directo
El tema hizo su debut en directo durante el Festival de la Canción de San Remo 2023. Durante la gira Memento Mori World Tour estuvo en todas las fechas, en una interpretación reproduciendo la forma exacta como aparece en el álbum.